# Nazionale maschile di rugby a 15 della Mongolia
La nazionale di rugby XV della Mongolia rappresenta la Mongolia nel rugby a 15 in ambito internazionale, dove è inclusa fra le formazioni di terzo livello.